# Lake Vancouver
Lake Vancouver är en sjö i Australien. Den ligger i kommunen Albany och delstaten Western Australia, omkring 400 kilometer sydost om delstatshuvudstaden Perth. 
Genomsnittlig årsnederbörd är 1 017 millimeter. Den regnigaste månaden är juni, med i genomsnitt 147 mm nederbörd, och den torraste är februari, med 22 mm nederbörd.